# طرخشقون متطاول
طرخشقون متطاول (الاسم العلمي:Taraxacum elongatum) هو نوع من النباتات يتبع جنس الطرخشقون من الفصيلة النجمية.